# Conus balteatus
Conus balteatus é uma espécie de gastrópode do gênero Conus, pertencente à família Conidae.

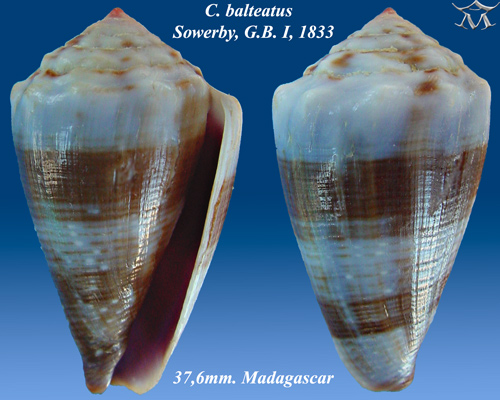
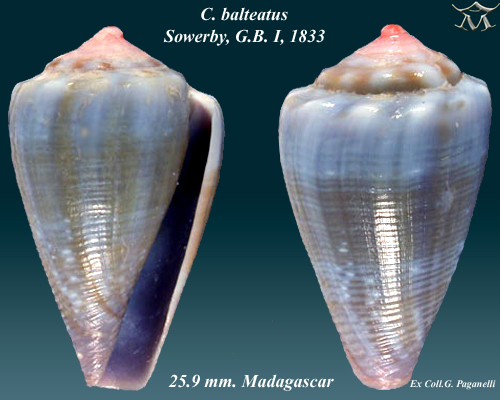
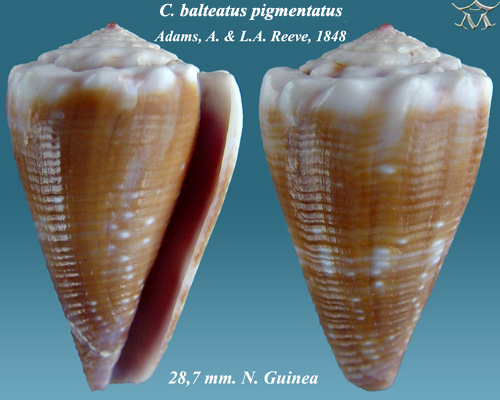